# Air Central
Air Central Co., Ltd. (エアーセントラル株式会社 Eā Sentoraru Kabushiki-gaisha?) fue una aerolínea con base en Tokoname, Prefectura de Aichi, Japón. Operaba vuelos de pasajeros como All Nippon Airways (ANA). Su base de operaciones principal era el Aeropuerto Internacional Chūbu Centrair cerca de Nagoya. Estas rutas existían para ampliar la red de vuelos de ANA con aviones Bombardier Dash 8 Q400 cedidos de ANA, y que presenta una librea mixta entre la matriz y la filial.

## Historia
En 1953, Nakanihon Air Service (NAS) fue fundada cerca del aeropuerto de Nagoya (ahora Campo de vuelos de Nagoya). Sus accionistas principales eran Nagoya Railroad y ANA. Su base de negocio fue la aviación general, incluyendo vuelos chárter, fotografía aérea y servicios de helicóptero. A día de hoy continúa operando como aerolínea de aviación general. 
Una nueva compañía afiliada, Nakanihon Airlines (NAL), fue fundada el 12 de mayo de 1988 para aportar a NAS vuelos regulares de alimentación. Tenía su sede en el aeropuerto de Nagoya y fruto de la colaboración de Nagoya Railroad (55%) y ANA (45%). Los vuelos de alimentación comenzaron a operar el 23 de abril de 1991. El 1 de noviembre de 2004, ANA se convirtió en accionista mayoritario (55%) de NAL. En septiembre de 2006, ANA posee el 86,7% de las acciones de Air Central; y Nagoya Railroad ostenta el 13,3% de las acciones.
El 17 de febrero de 2005, NAL fue rebautizada con su nombre actual y trasladó su base de operaciones al Aeropuerto Internacional Chubu Centrair.
La aerolínea se fusionó con las aerolíneas Air Next y Air Nippon Network creando la aerolínea ANA Wings en 2010.

## Destinos
De acuerdo con el horario en línea de ANA, operaba en las regiones japonesas de Honshū, Shikoku, Kyūshū y sus islas cercanas. No ofrecía servicios de carga.
Desde Nagoya-Centrair: 
- Aeropuerto de Fukuoka (FUK), Fukuoka, Fukuoka
- Aeropuerto de Fukushima (FKS), Tamakawa, Fukushima cerca de Koriyama
- Aeropuerto de Matsuyama (MYJ), Matsuyama, Ehime
- Aeropuerto Internacional de Narita (NRT), Prefectura de Chiba, a setenta kilómetros de Tokio
- Aeropuerto de Niigata (KIJ), Niigata, Niigata
- Aeropuerto de Tokushima (TKS), Matsushige, Tokushima cerca de la

ciudad de Tokushima
- Aeropuerto de Yonago (Base Aérea Miho YGJ), Sakaiminato, Tottori cerca de Yonago

Desde el Aeropuerto Internacional de Osaka (ITM) Itami, Ōsaka: 
- Aeropuerto de Kochi (KCZ), Nankoku, Kōchi
- Aeropuerto de Matsuyama
- Aeropuerto de Niigata

Entre el Aeropuerto de Fukuoka y:
- Aeropuerto de Goto-Fukue (FUJ), Gotō, Nagasaki
- Aeropuerto de Tsushima (TSJ), Tsushima, Nagasaki

También operaba desde el Aeropuerto de Sendai (SDJ), cerca de Sendai, Miyagi al Aeropuerto Internacional Narita (NRT).

## Flota Histórica

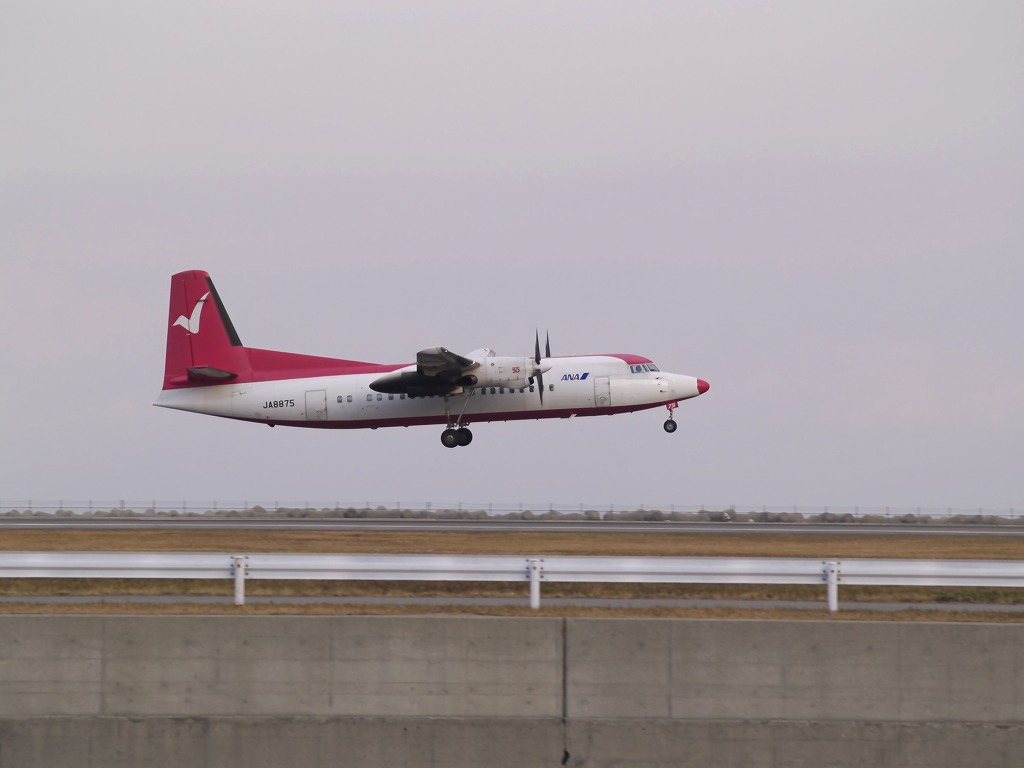
Fokker F50 (con librea antigua).

La aerolínea durante su existencia operó las siguientes aeronaves: